# Víðidalur
Víðidalur (”Videdalen”) är en dal i kommunen Húnaþing vestra på Island. Den ligger i regionen Norðurland vestra, 160 km norr om Reykjavik.

Dalen avgränsas i väster av Vesturhópsbygden med sjön Vesturhópsvatn och i öster av bergen Víðidalsfjall med Urðarfell. I söder utgör hedmarken Víðidalstunguheiði en naturlig gräns.  Genom dalen rinner den från heden kommande älven Víðidalsá, som slutligen strömmar ut i strandsjön Hóp, vilken därmed blir dalens nordgräns. Ungefär vid gården Víðidalstunga, en gång hem för den kände lagmannen Páll Vídalín (1667–1727), ligger vattenfallen Kolufossar, där älven i två steg dyker ner i en kanjon, Kolugljúfur, drygt en kilometer lång och cirka 25 meter djup. Enligt sägnen skulle klyftan ha fått sitt namn av en jättinna vid namn Kola, som här haft sin bostad. 

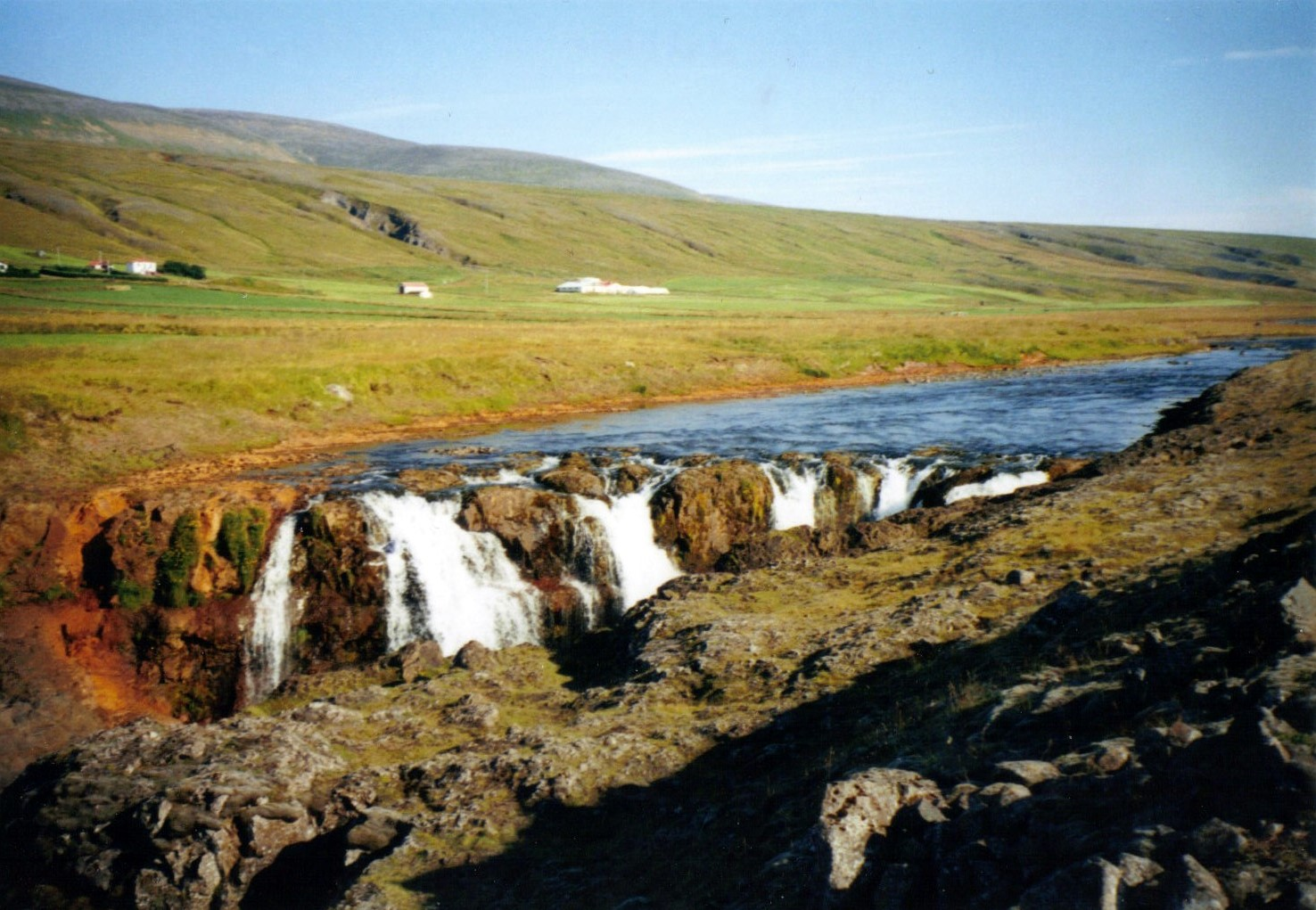
Fallet Kolufossar, där Víðidalsá faller ner i Kolugljúfur.

## Historia
Den förste landnamsman som kom till Víðidalur, och som också gav dalen dess namn, var Ingemund den gamle Torsteinsson. Han tillbringade en vinter i dalen innan han sökte sig längre österut i jakt på en dal med mildare vintrar. Den förste bosättaren i dalen var Auðunn skökull Bjarnarson. Enligt en genealogi i Landnámabók var han mormors morfar till den norske kungen Olof den helige. Auðunn byggde sig en gård, som alltsedan dess har hetat Auðunarstaðir, och där föddes mer än ett halvt årtusende senare den lärde Arngrímur Jónsson (1568–1648), som tog sig namnet Vídalín och därför räknas som den ättens stamfader.
Trakten ingår i den boreala klimatzonen. Årsmedeltemperaturen i trakten är −2 °C. Den varmaste månaden är juli, då medeltemperaturen är 10 °C, och den kallaste är december, med −8 °C.